# Penaeus monodon
El langostino jumbo o camarón tigre (Penaeus monodon) es un crustáceo decápodo marino ampliamente criado para alimentación. Su área de distribución natural es Indo-Pacífica, desde las costas orientales de África, Arabia, alcanzando el sudeste asiático y el mar de Japón. También se puede encontrar en Australia, y un pequeño número ha colonizado el mar Mediterráneo vía el canal de Suez. Además poblaciones han invadido Hawái y el océano Atlántico costas de Estados Unidos (Florida, Georgia y Carolina del Sur).
Ambos sexos alcanzan unos 36 cm de longitud, y las hembras pueden alcanzar un peso de 650 g, constituyendo el langostino más grande del mundo.
P. monodon es el segundo langostino más criado del mundo.[cita requerida]

## Especie introducida
El camarón tigre ha representado un problema para muchas especies nativas desde finales de la década de los 80´s, cuando unos 2000 individuos fueron liberados accidentalmente de granjas de acuicultura en Carolina del Sur. Posteriormente, se han realizado capturas de camarón tigre en varios lugares del Caribe y hasta el norte de Brasil. Los informes de capturas de P. monodon en los Estados Unidos han aumentado de unas pocas docenas en 2008 a cientos desde 2011, y se espera que esta tendencia continúe, ya que la especie ya está establecida en el norte del Golfo de México (GM), Colombia y Venezuela.

### Especies afectadas
El impacto económico que podría causar la invasión de P. monodon en el Atlántico varía según la región. En Colombia, por ejemplo, podría amenazar al camarón blanco del sur (Litopenaeus schmitti), mientras que en Venezuela podrían verse afectadas las pesquerías de cinco especies de camarón: camarón blanco L. schmitti, camarón café Farfantepenaeus subtilis, camarón manchado rosado Farfantepenaeus brasiliensis, camarón rosado F. notialis y camarón titi Xiphopenaeus kroyeri. Si se producen invasiones en México, las poblaciones de camarón café F. aztecus, camarón rosado F. duorarum, camarón blanco L. setiferus, camarón rosado F. brasiliensis y camarón de roca Sicyonia brevirostris podrían verse amenazadas. En Cuba, las invasiones de P. monodon podrían afectar a la pesquería de camarón peneido, basada en dos especies: camarón rosado F. notialis y camarón blanco L. schmitti. Aunque en la actualidad no se han detectado enfermedades en los organismos capturados de P. monodon, es bien sabido que es capaz de propagar diversas enfermedades víricas como el baculovirus monodon (MBV), el virus de la necrosis hipodérmica y hematopoyética infecciosa (IHHNV), el parvovirus hepatopancreático (HPV), el virus del síndrome de Taura (TSV) que podrían afectar a las especies locales de decápodos y otros invertebrados

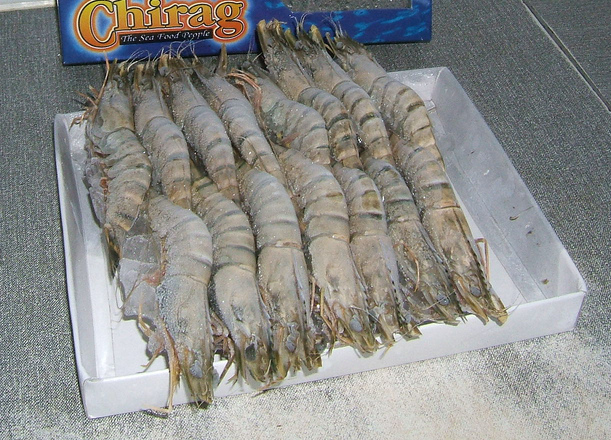
P. monodon congelado en los mercados asiáticos.

## Fuente
- Traducido de la Wikipedia en inglés

- Datos: Q578204
- Multimedia: Penaeus monodon / Q578204
- Especies: Penaeus monodon